# 1988年第一号热带低气压
第一号热带低气压（英語：Tropical Depression One）是1988年大西洋飓风季形成的第一个热带气旋，也是1963年的飓风弗洛拉过后在古巴产生降水最多的热带气旋，直到2005年才被飓风丹尼斯超越。系统于5月30日经加勒比海西北部的扰动天气发展而成，然后向东北方向移动，未经增强就在古巴哈瓦那省登陆。低气压的组织结构在穿越该国期间变得非常混乱，进入佛罗里达海峡后于6月2日退化成开放式低压槽。虽然强度只达到热带低气压标准，但气旋却在古巴中部和西部产生超过1000毫米雨量，造成37人死亡，上千幢房屋受损，另有约6万5000人撤离。

## 气象历史
5月31日，第一号热带低气压在西加勒比海经扰动天气发展形成，比这年大西洋飓风季正式开始还要早一天。气旋朝东北方向移动，在青年岛西北方向近海掠过后从哈瓦那以南袭击古巴本土。穿越该国期间，系统产生的大部分降水主要集中在中心以东，其风速始终未能超过每小时45公里。美国国家飓风中心也预计，气旋在风切变的影响下不大可能再出现进一步强化。6月2日，飓风猎人侦察机已无法在系统中定位环流，气象机构因此预计低气压已在佛罗里达州以东洋面退化成开放式低压槽。

## 影响及善后

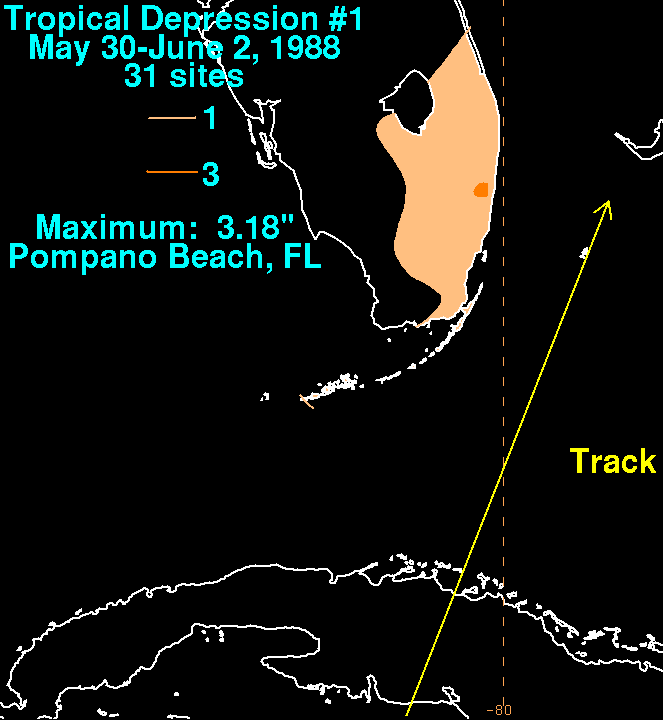
第一号热带低气压在佛罗里达州的降水分布

第一号热带低气压在穿越古巴期间降下暴雨，该国西恩富戈斯省、比亚克拉拉省、圣斯皮里图斯省、卡马圭省和谢戈德阿维拉省受到影响。全国以西恩富戈斯省降雨量最高，达到1025毫米，其中有867毫米是在一天内降下，第一号热带代气压由此成为有纪录以来在古巴产生降水第二多的热带气旋，仅次于1963年的飓风弗洛拉，直至2005年才被飓风丹尼斯超越。此外，西恩富戈斯和圣斯皮里图斯市的降雨量也分别达到578毫米和556毫米。
暴雨在卡马圭引发洪灾，导致约5700套房屋受损，200套被毁。洪灾还致使共计15所学校和医院受损，另有多幢农业建筑受到破坏。受洪水影响，古巴有大面积地区的供电和通讯中断，该国中部和西部有六座桥梁被毁，另有多条公路和铁道受损，交通基础设施受到重创。全国共有131条道路因洪水导致无法通行，还有55条铁道受到破坏。面对洪灾威胁，政府官员将生活在低洼地区的约6万5000居民撤离，在此期间还曾动用直升机和两栖交通工具。卡马圭市内出现龙卷风，致使五架苏联飞机和多幢建筑毁于一旦。截至气旋消散次日，古巴政府已确认九人丧生，最终确定的遇难人数达到37，此外低气压还导致数以千计的牲畜死亡。洪灾过后，红十字会向古巴灾民提供援助，通过飞机向灾区运送医疗队、帐篷、毛毯及其它必要物资，该国共有约九万人受到这场风暴影响。
第一号热带低气压产生的大部分降水都位于中心以东，所以在佛罗里达州产生的雨量不大。迈阿密地区降雨量约在25毫米左右，该州以庞帕诺比奇降水最多，达到81毫米。